# Pichipilus
Pichipilus (лат.) — род вымерших сумчатых млекопитающих из семейства Pichipilidae отряда Ценолесты (Paucituberculata), обитавших в Южной Америке.

## Описание
Род Pichipilus имеет много сходных черт в строении зубов с Pliolestes: они близки по размерам; нижнепередний пояс большой и широкий; у тригонида 2 крупных бугорка, при этом язычный расположен впереди относительно губного; тригонид гораздо у́же, чем талонид; талонидный бассейн широкий и неглубокий; небольшой гипоконулид расположен сразу после энтоконида и соединён с гипоконидом низким заднепоясным гребнем; общие пропорции известных моляров также схожи. В отличие от Pichipilus У Pliolestes третий премоляр (P3) небольшой — вдвое меньше тригонида первого моляра (M1) — и кроме того отсутствует гребень вдоль передней поверхности тригонида.

## История изучения и систематика
Род описан вместе с видом Pichipilus osborni Флорентино Амегино в 1890 году по ископаемым остаткам, найденным в нижнемиоценовых слоях в провинции Санта-Крус на юге Аргентины.
Позже было описано ещё 4 вида, также из миоценовых пород. Вид Pichipilus exilis в ходе дальнейших исследований был синонимизирован с видов Stilotherium dissimile Ameghino, 1887.
В 1980 году данные о строении зубов позволили Ларри Маршаллу сделать вывод, что Pichipilus является морфологическим предком Pliolestes и поэтому он выделил оба эти рода, а также род Phonocdromus, в подсемейство Pichipilinae семейства ценолестовых (Caenolestidae). Однако исследования Goin и коллег 2009 года показали, что Pichipilus не на столько уж и близок к Pliolestes, поэтому они объединили Pichipilus и Phonocdromus в самостоятельное семейство Pichipilidae, а род Pliolestes оставили в семействе ценолестовых.

### Классификация
По данным сайта Fossilworks, на апрель 2017 года в род включают 4 вымерших вида:
- Pichipilus centinelus Marshall & Pascual, 1977
- Pichipilus halleuxi Marshall, 1990 — юг Чили, средний миоцен
- Pichipilus osborni Ameghino, 1890 — юг Аргентины, самый крупный вид
- Pichipilus riggsi (Simpson, 1932) [syn. Halmarhiphus riggsi Simpson, 1932] — юг Аргентины